# Adam Pavlásek
Adam Pavlásek (* 8. října 1994 Bílovec) je český profesionální tenista, od sezóny 2022 deblový specialista. Ve své dosavadní kariéře na okruhu ATP Tour prohrál všechna čtyři deblová finále. Na challengerech ATP a okruhu ITF získal deset titulů ve dvouhře a sedm ve čtyřhře.
Na žebříčku ATP byl nejvýše ve dvouhře klasifikován v lednu 2017 na 72. místě a ve čtyřhře pak v listopadu 2024 na 29. místě. Na juniorském kombinovaném žebříčku ITF nejvýše figuroval v lednu 2012 na 7. příčce. Trénuje jej Michal Navrátil. V sezóně 2021 začal hrát za I. ČLTK Praha, do něhož přestoupil z TK Agrofert Prostějov, kam se v letní sezóně 2023 vrátil.
V českém daviscupovém týmu debutoval jako 20letý v roce 2015 ostravským utkáním 1. kola Světové skupiny proti Austrálii, když po boku Jiřího Veselého nastoupil do čtyřhry proti dvojici Samuel Groth a Lleyton Hewitt, které dokázali v pěti setech porazit. Česko přesto prohrálo 2:3 na zápasy. Do září 2025 v soutěži nastoupil k třinácti mezistátním utkáním s bilancí 1–0 ve dvouhře a 7–6 ve čtyřhře.
Česko reprezentoval na Letních olympijských hrách 2024 v Paříži. V mužské čtyřhře s Tomášem Macháčem obsadili čtvrté místo, když v souboji o bronz podlehli Američanům Tayloru Fritzovi s Tommym Paulem.
V letech 2006 a 2010 byl v anketě Zlatý kanár vyhlášen talentem roku.

## Tenisová kariéra
S tenisem začal v šesti letech. Za preferovaný povrch uvedl antuku a silný úder volej.
V roce 2009 vyhrál Olympijský festival evropské mládeže ve finském Tampere. V sezóně 2011 pak Pardubickou juniorku a společně s Jiřím Veselým a Markem Jaloviecem i Galeově poháru.

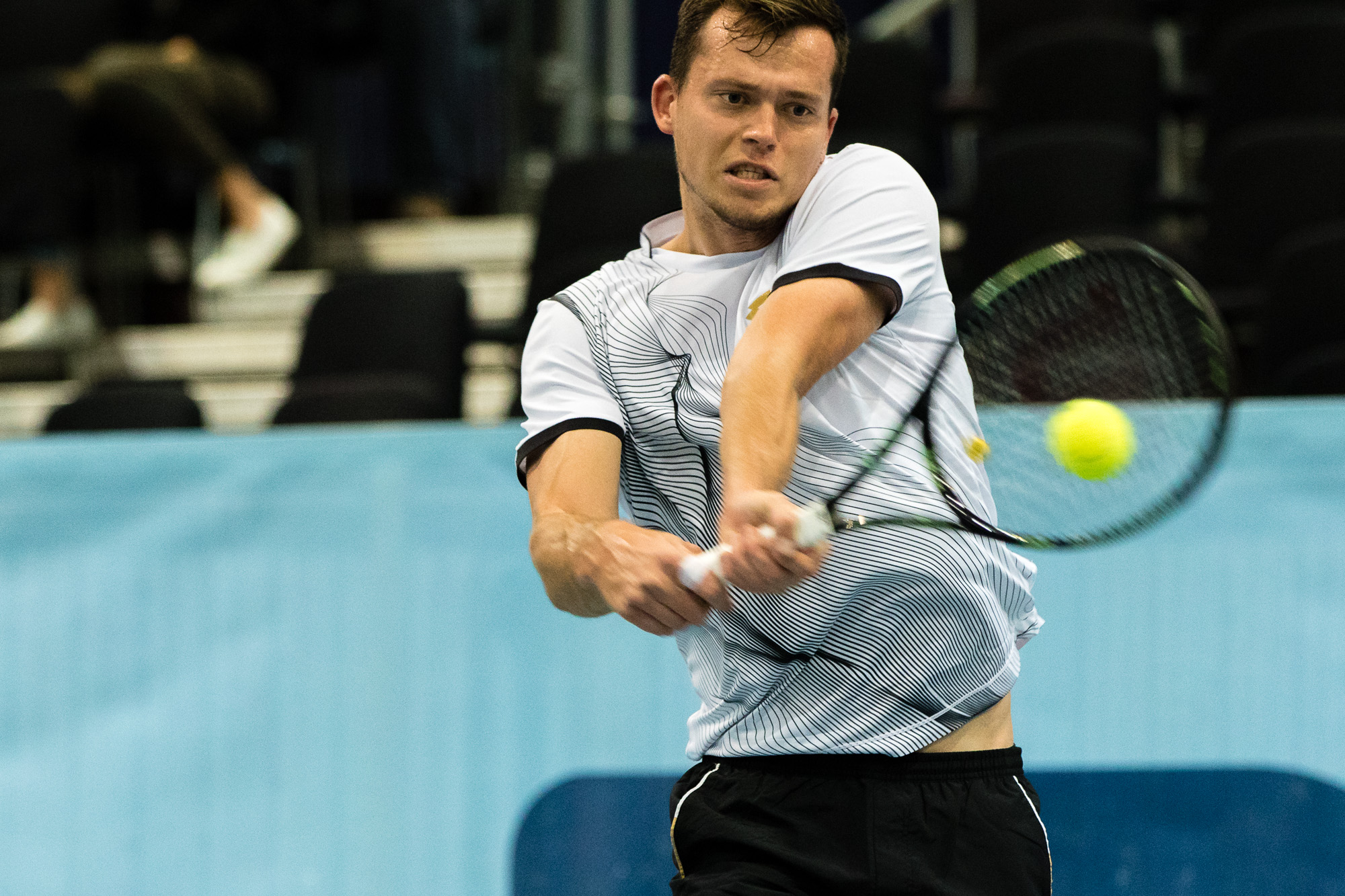
Bekhend v kvalifikaci Vienna Open 2016 proti Damiru Džumhurovi

V juniorské dvouhře na US Open 2011 skončil ve čtvrtfinále. Na juniorce Australian Open 2012 se probojoval do semifinále dvouhry a s Chorvatem Filipem Vegerem do finále čtyřhry. První grandslamový zápas v hlavní soutěži mužské dvouhry odehrál na červnovém French Open 2016 po tříkolové kvalifikaci, z níž postoupil jako šťastný poražený. Po pětisetové bitvě v prvním kole udolal Španěla Roberta Carballése Baenu. Ve druhém kole však nenašel recept na francouzskou turnajovou třicítku Jérémyho Chardyho.
Do elitní světové stovky premiérově pronikl po titulu na challengeru Sparta Prague Open 2016, kde ve čtvrtfinále přehrál nejvýše nasazeného Lukáše Rosola. V boji o titul pak na něj nestačil Francouz Stéphane Robert. Ve vydání žebříčku ATP z 13. června 2016 figuroval na 99. příčce.

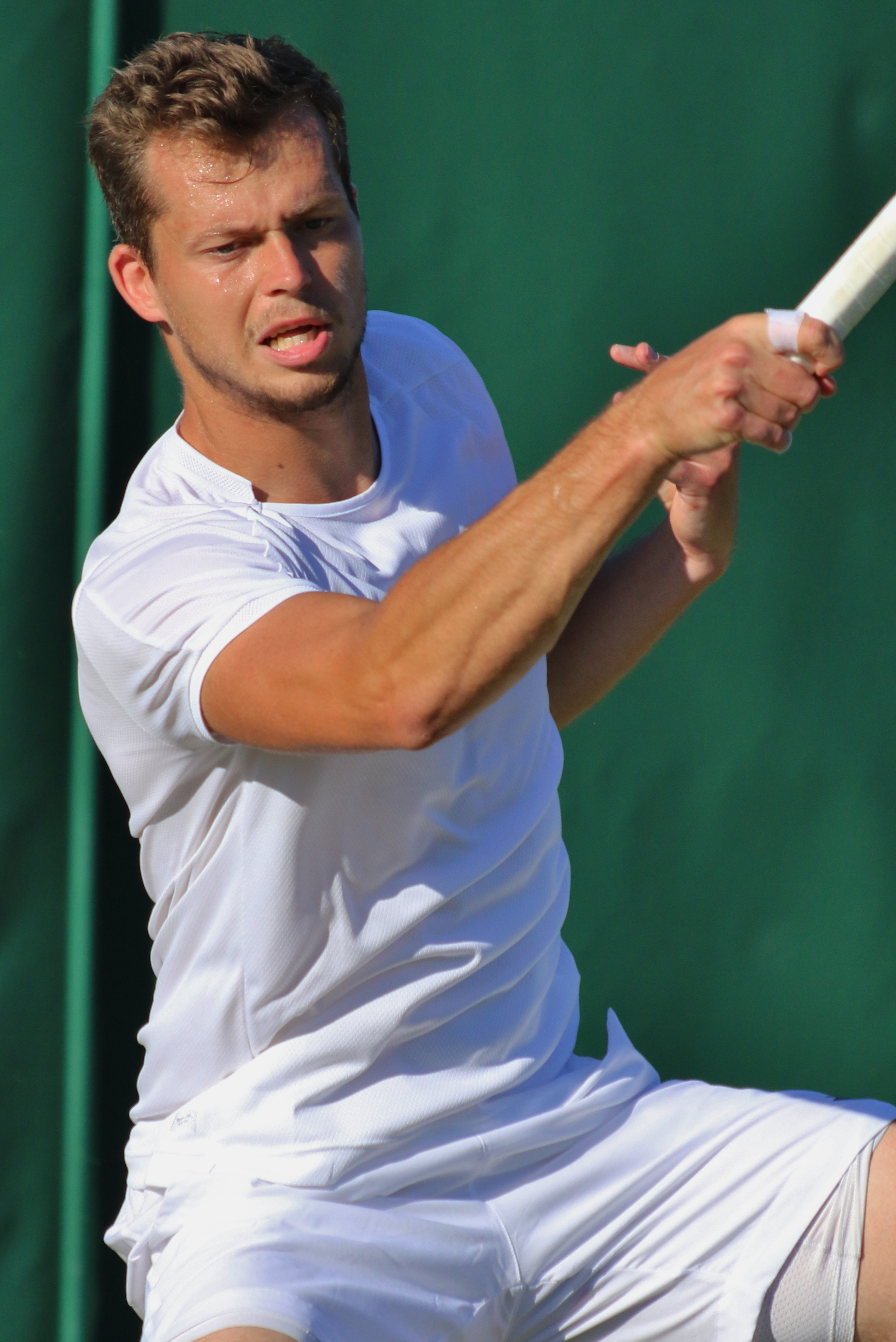
Forhend v kvalifikaci Wimbledonu 2018

Do prvního čtvrtfinále na okruhu ATP Tour postoupil na červencovém Generali Open Kitzbühel 2016, kde na úvod vyřadil argentinského kvalifikanta Máxima Gonzáleze a poté španělskou turnajovou trojku Marcela Granollerse vždy bez ztráty setu. Mezi poslední osmičkou však nestačil na Gruzínce Nikoloze Basilašviliho. Na lednovém Hopmanově poháru 2017 reprezentoval Českou republiku po boku Lucie Hradecké, která 19. prosince 2016 nahradila zraněnou a původně nominovanou světovou jedenáctku Petru Kvitovou. Ve dvouhře postupně podlehl Jacku Sockovi, Nicku Kyrgiosovi i Felicianu Lópezovi a český tým obsadil konečné třetí místo základní skupin  B s bilancí mezistátních zápasů 1:2.
První finále na túře ATP si zahrál ve 29 letech po boku Uruguyace Ariela Behara. Ve čtyřhře antverpského European Open 2023 na úvod vyřadili nejvýše nasazené, Mexičana Santiaga Gonzáleze s Francouzem Édouardem Rogerem-Vasselinem. V souboji o titul však podlehli řeckým bratrům Petrosi a Stefanosi Tsitsipasovým, když o vítězích rozhodl až závěrečný supertiebreak nejtěsnějším dvoubodovým rozdílem. V sezóně 2024 prohrál dvě deblová finále série Masters. Na prvním z nich, antukovém Mutua Madrid Open, nestačil s Beharem na americko-australský pár Sebastian Korda a Jordan Thompson po dvousetovém průběhu. V tiebreaku druhé sady nevyužili vedení míčů 4–1 a ani následný setbol. Jednalo se o jeho druhý Masters v kariéře, po březnovém Miami Open 2024. S Britem Lloydem Glasspoolem navázal poprvé spolupráci na listopadovém Rolex Paris Masters 2024, naposledy konaném v hale Bercy. V soutěži zdolali italské turnajové pětky Bolelliho s Vavassorim a v semifinále čtvrté nasazené Australany Purcella s Thompsonem. Až ve finále nenašli recept na turnajové šestky, Nizozemce Wesleyho Koolhofa s Chovatem Nikolou Mektićem, po ztrátě supertiebreaku. Po skončení debutoval v elitní světové třicítce žebříčku čtyřhry, když mu 4. listopadu 2024 patřilo 29. místo.

## Soukromý život
V první polovině roku 2013 skončil jeho partnerský vztah s tenistkou a wimbledonskou vítězkou Petrou Kvitovou.

## Utkání o olympijské medaile

### Mužská čtyřhra: 1 (0–1)
| Stav     | rok  | místo konání   | povrch | spoluhráč    | soupeři                 | výsledek |
| -------- | ---- | -------------- | ------ | ------------ | ----------------------- | -------- |
| 4. místo | 2024 | Paříž, Francie | antuka | Tomáš Macháč | Taylor Fritz Tommy Paul | 3–6, 4–6 |

## Finále na okruhu ATP Tour

### Čtyřhra: 4 (0–4)
| Legenda                     |
| --------------------------- |
| Grand Slam (0)              |
| Turnaj mistrů (0)           |
| ATP Tour Masters 1000 (0–2) |
| ATP Tour 500 (0)            |
| ATP Tour 250 (0–2)          |

| Stav      | č. | datum             | turnaj            | kategorie    | povrch    | spoluhráč       | soupeři ve finále                   | výsledek              |
| --------- | -- | ----------------- | ----------------- | ------------ | --------- | --------------- | ----------------------------------- | --------------------- |
| Finalista | 1. | 22. října 2023    | Antverpy, Belgie  | ATP 250      | tvrdý (h) | Ariel Behar     | Petros Tsitsipas Stefanos Tsitsipas | 7–6(7–5), 4–6, [8–10] |
| Finalista | 2. | 4. května 2024    | Madrid, Španělsko | Masters 1000 | antuka    | Ariel Behar     | Sebastian Korda Jordan Thompson     | 3–6, 6–7(7–9)         |
| Finalista | 3. | 3. listopadu 2024 | Paříž, Francie    | Masters 1000 | tvrdý (h) | Lloyd Glasspool | Wesley Koolhof Nikola Mektić        | 6–3, 3–6, [5–10]      |
| Finalista | 4. | 20. července 2025 | Båstad, Švédsko   | ATP 250      | antuka    | Jan Zieliński   | Guido Andreozzi Sander Arends       | 7–6(7–4), 5–7, [6–10] |

## Finále na challengerech ATP
| Legenda                     |
| --------------------------- |
| Challengery (4–6 D; 6–12 Č) |

### Dvouhra: 10 (4–6)
| Stav      | č. | datum             | turnaj                          | okruh      | povrch | soupeř ve finále       | výsledek                 |
| --------- | -- | ----------------- | ------------------------------- | ---------- | ------ | ---------------------- | ------------------------ |
| Finalista | 1. | 3. května 2015    | Ostrava, Česko                  | Challenger | antuka | Iñigo Cervantes Huegun | 6–7(5–7), 4–6            |
| Finalista | 2. | 9. května 2015    | Řím, Itálie                     | Challenger | antuka | Aljaž Bedene           | 5–7, 2–6                 |
| Vítěz     | 1. | 20. června 2015   | Poprad, Slovensko               | Challenger | antuka | Hans Podlipnik         | 6–2, 3–6, 6–3            |
| Finalista | 3. | 17. ledna 2016    | Bangkok, Thajsko                | Challenger | tvrdý  | Michail Južnyj         | 4–6, 1–6                 |
| Finalista | 4. | 28. února 2016    | Cherbourg, Francie              | Challenger | tvrdý  | Jordan Thompson        | 6–4, 4–6, 1–6            |
| Finalista | 5. | 17. dubna 2016    | Barletta, Itálie                | Challenger | antuka | Elias Ymer             | 5–7, 4–6                 |
| Vítěz     | 2. | 11. června 2016   | Praha, Česko                    | Challenger | antuka | Stéphane Robert        | 6–4, 3–6, 6–3            |
| Finalista | 6. | 31. července 2016 | Scheveningen, Nizozemsko        | Challenger | antuka | Robin Haase            | 4–6, 7–6(11–9), 2–6      |
| Vítěz     | 3. | 18. září 2016     | Banja Luka, Bosna a Hercegovina | Challenger | antuka | Miljan Zekić           | 3–6, 6–1, 6–4            |
| Vítěz     | 4. | 12. května 2018   | Řím, Itálie                     | Challenger | antuka | Laslo Djere            | 7–6(7–1), 6–7(9–11), 6–4 |

### Čtyřhra: 18 (6–12)
| Stav      | č.  | datum             | turnaj                             | okruh      | povrch    | spoluhráč      | soupeři ve finále                       | výsledek              |
| --------- | --- | ----------------- | ---------------------------------- | ---------- | --------- | -------------- | --------------------------------------- | --------------------- |
| Finalista | 1.  | 6. května 2012    | Ostrava, Česko                     | Challenger | antuka    | Jiří Veselý    | Radu Albot Teimuraz Gabašvili           | 5–7, 7–5, [8–10]      |
| Vítěz     | 1.  | 20. července 2014 | Poznaň, Polsko                     | Challenger | antuka    | Radu Albot     | Tomasz Bednarek Henri Kontinen          | 7–5, 2–6, [10–8]      |
| Finalista | 2.  | 9. listopadu 2014 | Bratislava, Slovensko              | Challenger | tvrdý     | Norbert Gombos | Ken Skupski Neal Skupski                | 3–6, 6–7(3–7)         |
| Finalista | 3.  | 20. června 2015   | Poprad, Slovensko                  | Challenger | antuka    | Norbert Gombos | Roman Jebavý Jan Šátral                 | 2–6, 2–6              |
| Vítěz     | 2.  | leden 2019        | Koblenz, Německo                   | Challenger | tvrdý (h) | Zdeněk Kolář   | Jürgen Melzer Filip Polášek             | 6–3, 6–4              |
| Finalista | 4.  | květen 2019       | Řím, Itálie                        | Challenger | antuka    | Nikola Ćaćić   | Filip Polášek Philipp Oswald            | bez boje              |
| Finalista | 5.  | duben 2022        | Oeiras, Portugalsko                | Challenger | antuka    | Zdeněk Kolář   | Nuno Borges Francisco Cabral            | 4–6, 0–6              |
| Vítěz     | 3.  | duben 2022        | Madrid, Španělsko                  | Challenger | antuka    | Igor Zelenay   | Rafael Matos David Vega Hernández       | 6–3, 3–6, [10–6]      |
| Finalista | 6.  | květen 2022       | Praha, Česko                       | Challenger | antuka    | Andrew Paulson | Nuno Borges Francisco Cabral            | 4–6, 7–6(7–3), [5–10] |
| Vítěz     | 4.  | květen 2022       | Záhřeb, Chorvatsko                 | Challenger | antuka    | Igor Zelenay   | Domagoj Bilješko Andrej Čepelev         | 4–6, 6–3, [10–2]      |
| Finalista | 7.  | květen 2022       | Poznaň, Polsko                     | Challenger | antuka    | Marek Gengel   | Hunter Reese Szymon Walków              | 6–1, 3–6, [6–10]      |
| Finalista | 8.  | červenec 2022     | Braunschweig, Německo              | Challenger | antuka    | Roman Jebavý   | Marcelo Demoliner Jan-Lennard Struff    | 4–6, 5–7              |
| Vítěz     | 5.  | červenec 2022     | Zug, Švýcarsko                     | Challenger | antuka    | Zdeněk Kolář   | Karol Drzewiecki Patrik Niklas-Salminen | 6–3, 7–5              |
| Finalista | 9.  | srpen 2022        | Liberec, Česko                     | Challenger | antuka    | Roman Jebavý   | Neil Oberleitner Philipp Oswald         | 6-7(5-7), 2-6         |
| Finalista | 10. | září 2022         | Štětín, Polsko                     | Challenger | antuka    | Roman Jebavý   | Dustin Brown Andrea Vavassori           | 4–6, 7–5, [8–10]      |
| Finalista | 11. | září 2022         | Janov, Itálie                      | Challenger | antuka    | Roman Jebavý   | Dustin Brown Andrea Vavassori           | 2–6, 2–6              |
| Vítěz     | 6.  | leden 2023        | Nonthaburi, Thajsko                | Challenger | tvrdý     | Marek Gengel   | Robert Galloway Hans Hach Verdugo       | 7–6(7–4), 6–4         |
| Finalista | 12. | leden 2023        | Ottignies-Louvain-la-Neuve, Belgie | Challenger | tvrdý (h) | Roman Jebavý   | Romain Arneodo Tristan-Samuel Weissborn | 4–6, 3–6              |

## Tituly na okruhu Futures
| Legenda            |
| ------------------ |
| Futures (6 D; 1 Č) |

### Dvouhra (6 titulů)
| Č. | datum             | turnaj                           | okruh   | povrch | poražený finalista | výsledek           |
| -- | ----------------- | -------------------------------- | ------- | ------ | ------------------ | ------------------ |
| 1. | 29. července 2012 | Liberec, Česko                   | Futures | antuka | Jiří Veselý        | 3–6, 7–6(7–3), 6–0 |
| 2. | 30. září 2012     | Antalya, Turecko                 | Futures | tvrdý  | Andrei Ciumac      | 6–1, 6–3           |
| 3. | 11. srpna 2013    | Olsztyn, Polsko                  | Futures | antuka | Benjamin Balleret  | 6–2, 5–7, 7–6(7–5) |
| 4. | 6. října 2013     | Antalya, Turecko (2)             | Futures | tvrdý  | Miliaan Niesten    | 6–1, 6–4           |
| 5. | 16. března 2014   | Santa Margherita di Pula, Itálie | Futures | antuka | Arthur De Greef    | 6–3, 6–3           |
| 6. | 18. května 2014   | Šarm aš-Šajch, Egypt             | Futures | antuka | Germain Gigounon   | 2–6, 6–0, 6–2      |

### Čtyřhra (1 titul)
| Č. | datum             | turnaj           | okruh   | povrch | spoluhráč   | poražení finalisté              | výsledek      |
| -- | ----------------- | ---------------- | ------- | ------ | ----------- | ------------------------------- | ------------- |
| 1. | 15. července 2012 | Prostějov, Česko | Futures | antuka | Jiří Veselý | Riccardo Bellotti Dominic Thiem | 7–6(7–2), 6–3 |

## Postavení na konečném žebříčku ATP

### Dvouhra
| Rok    | 2011 | 2012   | 2013   | 2014   | 2015   | 2016  | 2017   | 2018   | 2019   | 2020   | 2021   | 2022    | 2023 |
| Pořadí | 910. | ▲ 441. | ▲ 402. | ▲ 242. | ▲ 160. | ▲ 75. | ▼ 202. | ▼ 211. | ▼ 389. | ▼ 402. | ▼ 520. | ▼ 1306. | —    |

### Čtyřhra
| Rok    | 2012 | 2013   | 2014   | 2015   | 2016    | 2017 | 2018 | 2019   | 2020   | 2021   | 2022  | 2023  |
| Pořadí | 505. | ▼ 714. | ▲ 287. | ▼ 347. | ▼ 1214. | —    | 835. | ▲ 330. | ▼ 615. | ▲ 480. | ▲ 91. | ▲ 56. |